# Orthaea ignea
Orthaea ignea är en ljungväxtart som beskrevs av Herman Otto Sleumer. Orthaea ignea ingår i släktet Orthaea och familjen ljungväxter. Inga underarter finns listade i Catalogue of Life.